# カルナック列石

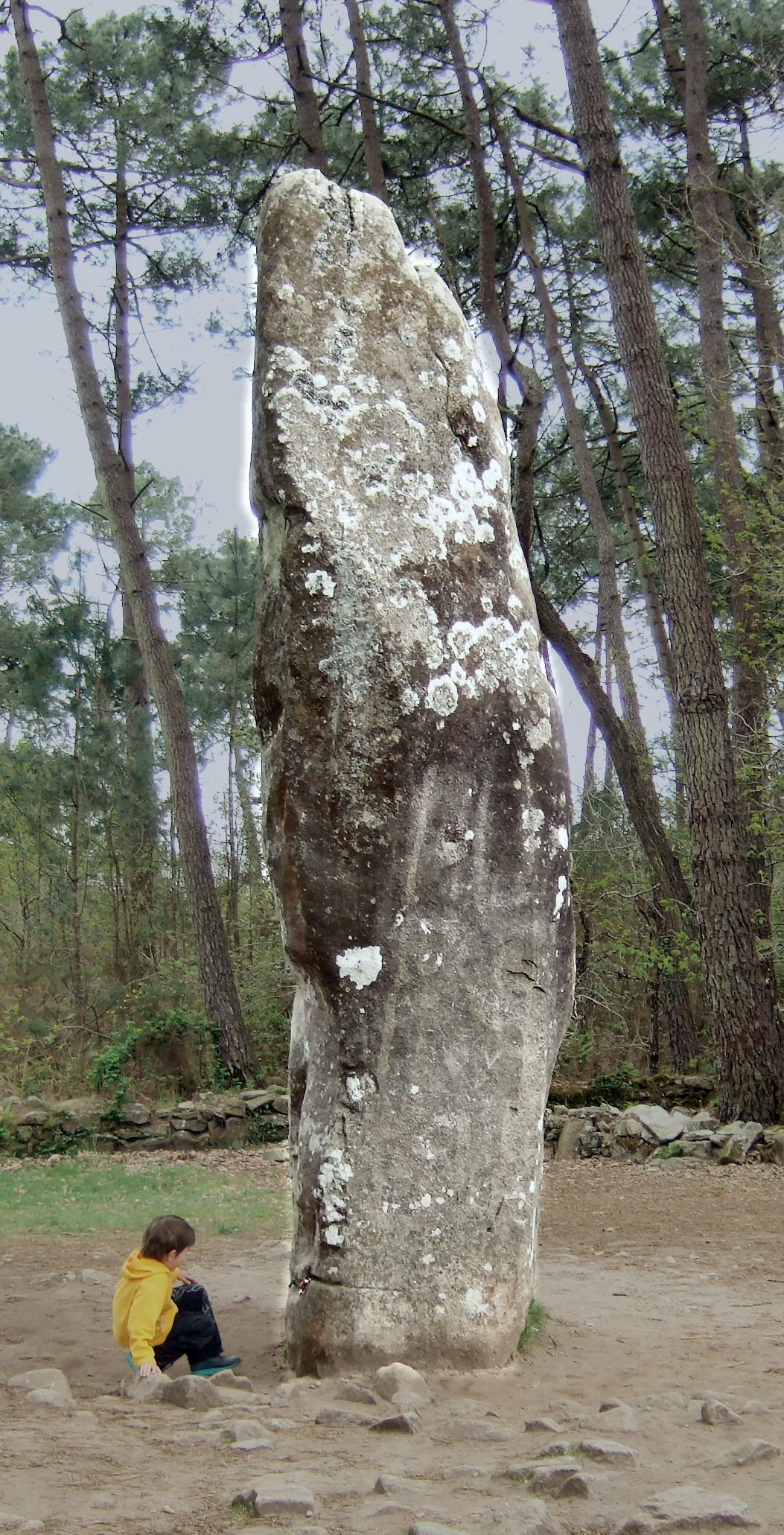
カルナック列石中最大のメンヒル

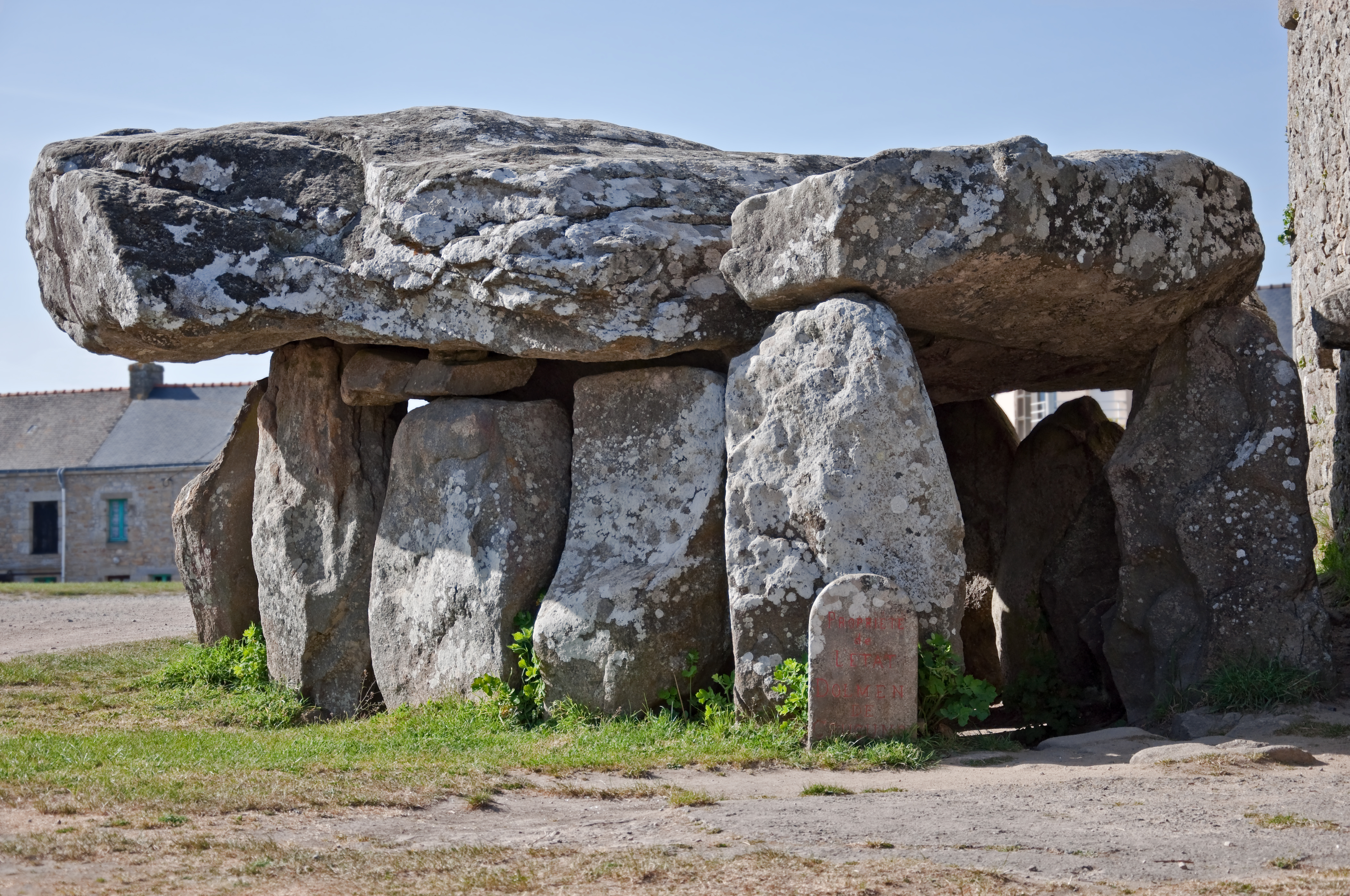
クルクノ・ドルメン

カルナック列石（Carnac stones、Alignements de Carnac）は、フランス北西部、ブルターニュ地方モルビアン県のカルナックにある巨石遺構。1996年9月に世界遺産暫定リストに掲載され、2025年に世界遺産リストに正式登録された。

## 概要
カルナック列石は、ブルターニュ地方最大の巨石遺構で、巨大なメンヒルが総延長およそ4kmにわたり数列に並んでいる三つの列石群からなる。紀元前5000年あるいは、紀元前3000年から紀元前2000年頃に造られたとされるが、その目的は精霊や巨人が建てたとする伝説の他、戦士の墓、種族の記念碑、天文学上の目的など諸説があり、はっきりしていない。スコットランドの巨石遺構研究者のアレクサンダー・トムが提唱した古代の天文学装置であるとする説や、ヘルムート・トリブッチの提唱した蜃気楼の観測所であるとする説などが主流である。
カルナック列石に関連のあるとされる古墳が近辺に多く見られ、聖ミシェル古墳などが知られている。

## 構成
列石は西側から順に、メネク列石、ケルマリオ列石、ケルレスカン列石の主要3群に分かれ、メネク列石が最も長い。
カルナック列石の構成情報
| 列石群       | 長さ  | 立石数 | 幅   | 備考                 |
| ------------ | ----- | ------ | ---- | -------------------- |
| メネク       | 1167m | 1169   | 100m | 両端に環状列石がある |
| ケルマリオ   | 1120m | 1029   | 101m | -                    |
| ケルレスカン | 860m  | 594    | 139m | 一端に環状列石がある |

立石数に関しては研究者によって記述が異なっており、年代を経る間に破壊されたり、取り去られたりしたものと考えられる。メンヒルの大きさは現存するもので最小50cm、最大6mであるが、かつては20mを超えるものも存在したとされる。

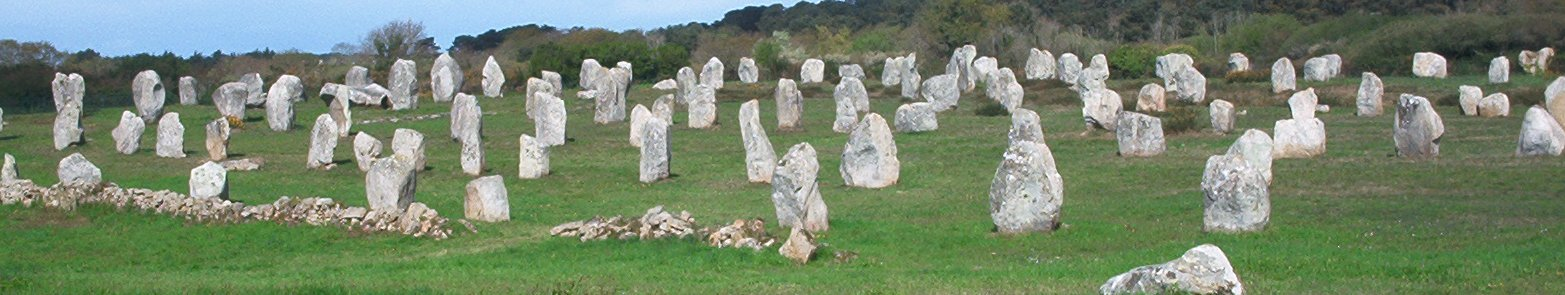
数メーター間隔でメンヒルが並ぶメネク列石群

## 世界遺産
2025年の第47回世界遺産委員会で登録された。

### 登録基準
この世界遺産は世界遺産登録基準のうち、以下の条件を満たし、登録された（以下の基準は世界遺産センター公表の登録基準からの翻訳、引用である）。
- (1) 人類の創造的才能を表現する傑作。
- (4) 人類の歴史上重要な時代を例証する建築様式、建築物群、技術の集積または景観の優れた例。

## ギャラリー

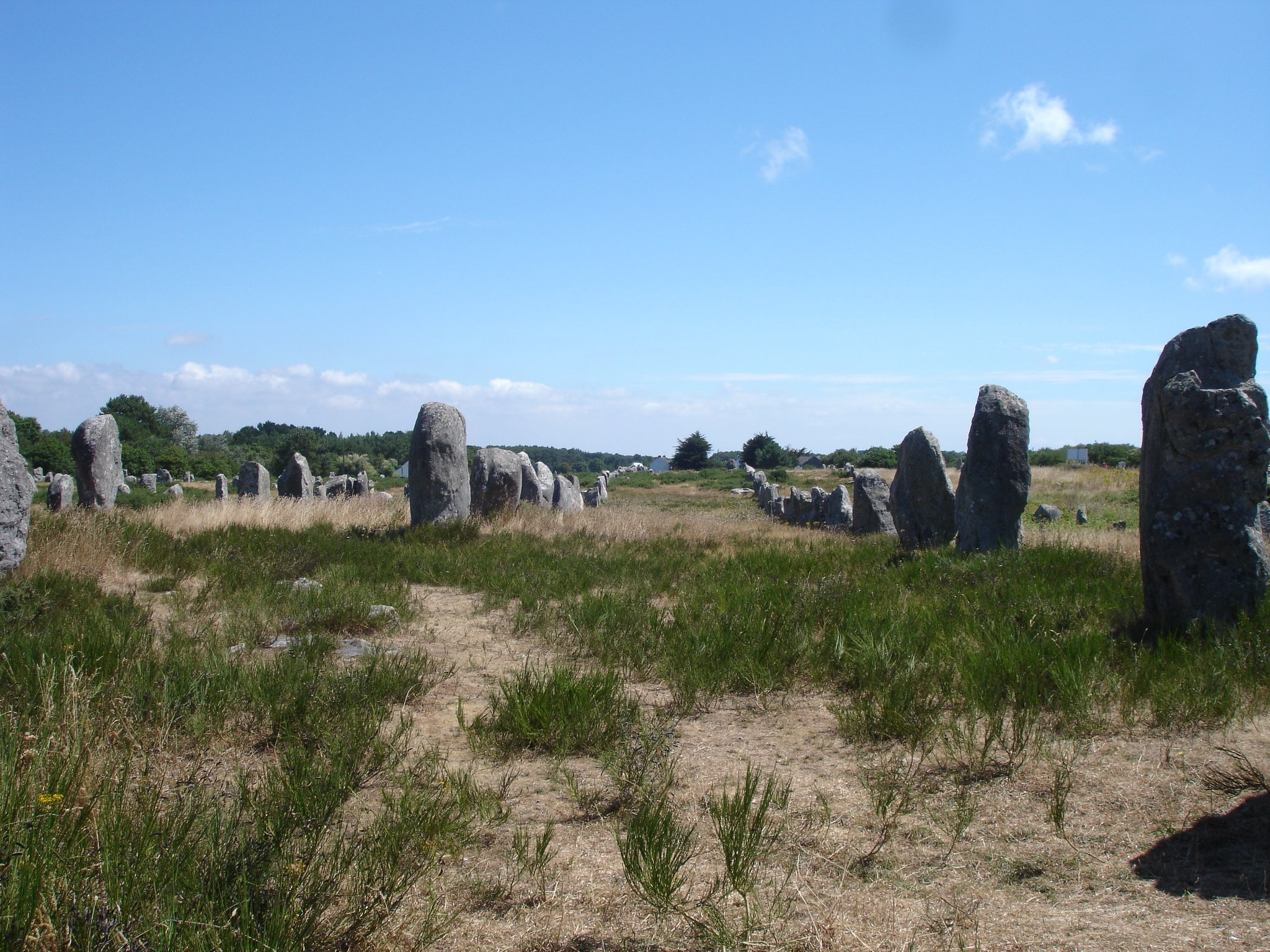
メネク列石群
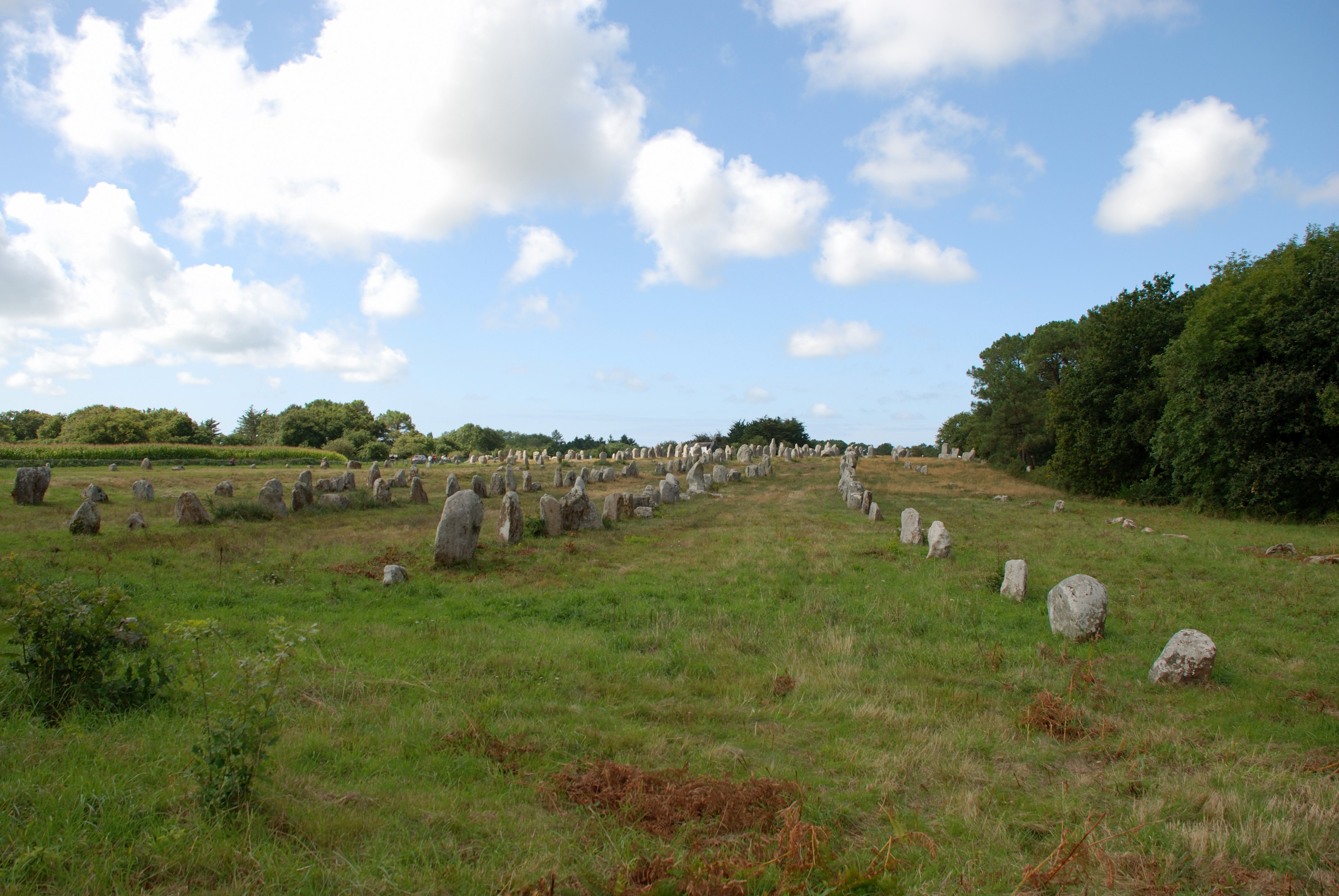
ケルマリオ列石群
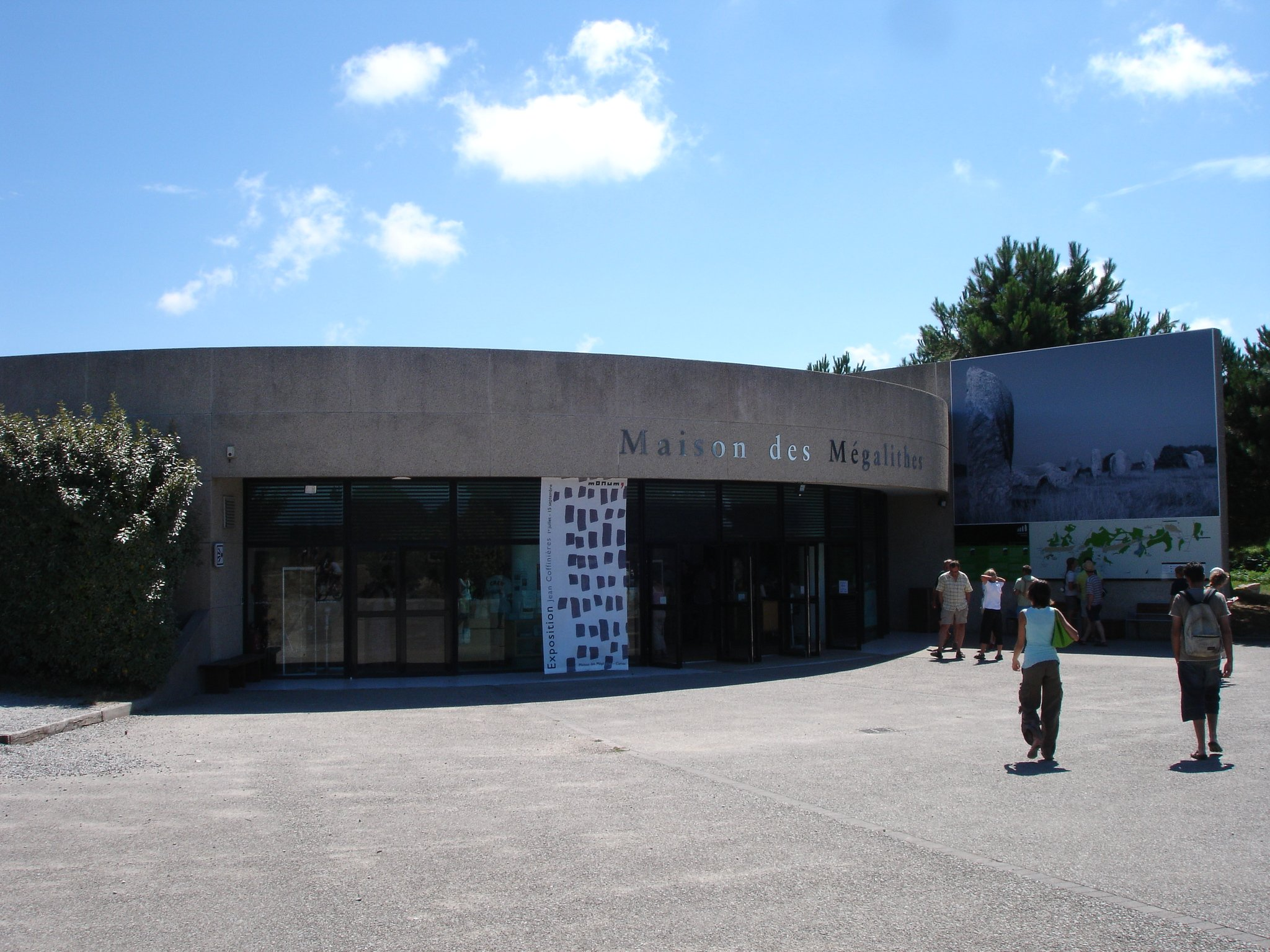
カルナック列石ビジターセンター
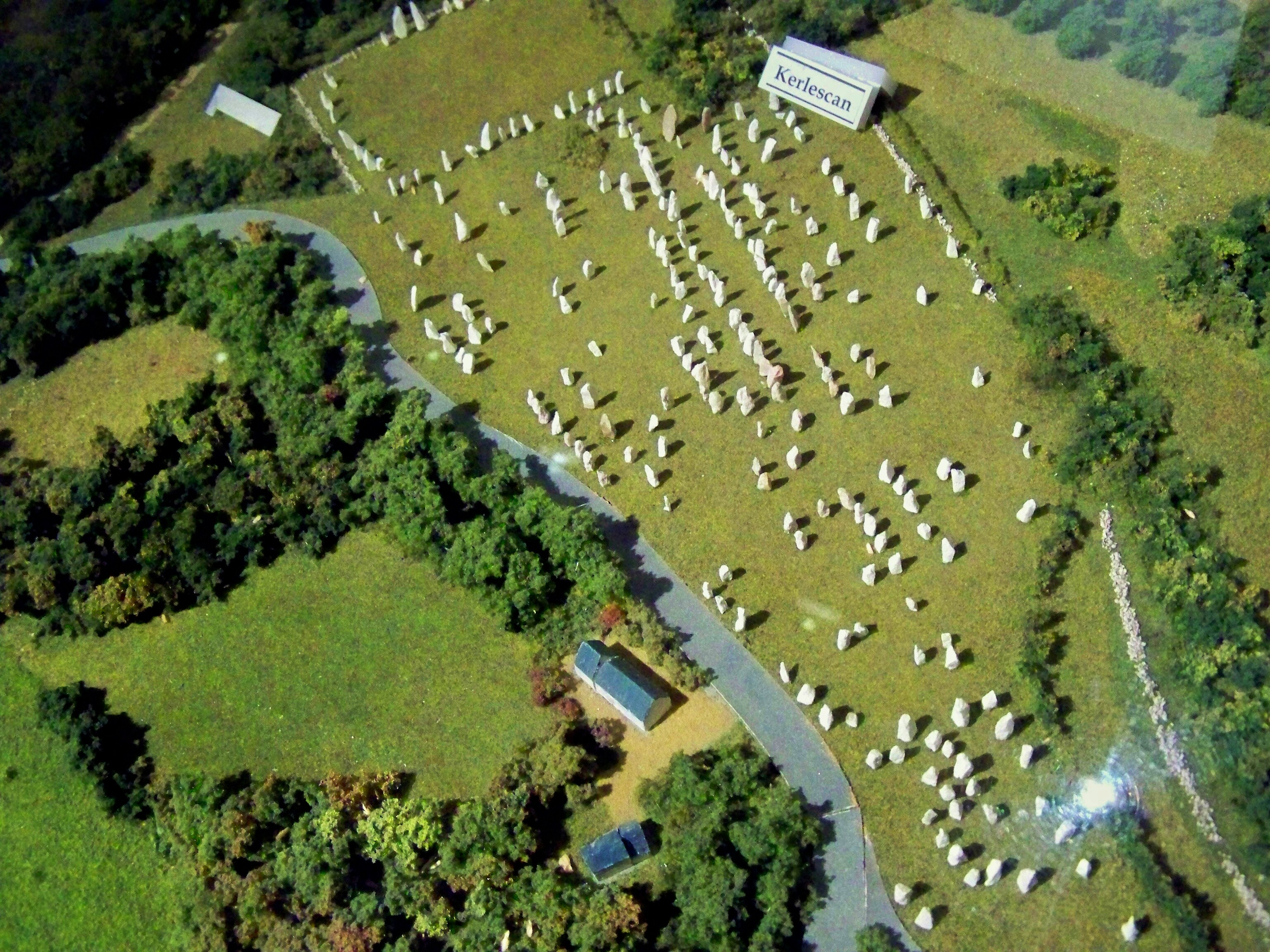
ケルレスカン列石群の俯瞰模型